# Festuca jierru
Festuca jierru är en gräsart som beskrevs av Nava. Festuca jierru ingår i släktet svinglar, och familjen gräs. Inga underarter finns listade i Catalogue of Life.